# Operación Highjump
La Operación Highjump ('Operación Gran Salto' en español), cuya denominación oficial era The United States Navy Antarctic Developments Program, 1946-47 o Programa de Desarrollos Antárticos de la Armada de los Estados Unidos, consistió en un grupo de maniobras militares que tenían por objeto probar equipos militares y tropa en condiciones antárticas. La operación fue organizada por el contraalmirante Richard E. Byrd, de la Armada de los Estados Unidos, y tendría continuidad un año después con la Operación Windmill.

## Objetivos
Los objetivos eran los siguientes:
1. Entrenar al personal y probar material en condiciones de frío extremo.
2. Consolidar y extender la soberanía estadounidense sobre la mayor área posible del continente antártico (negado públicamente incluso antes del final de la expedición).
3. Determinar la viabilidad de establecer y mantener bases en la Antártida, e investigar posibles ubicaciones para las mismas.
4. Desarrollar técnicas para establecer y mantener bases en la Antártida.
5. Ampliar los conocimientos sobre hidrografía, geografía, geología, meteorología y electromagnetismo en la zona.

## Desarrollo
Desde el 26 de agosto de 1946 y hasta comienzos de 1947, la mayor fuerza militar expedicionaria que los EE. UU. haya enviado a la Antártida hasta el presente comienza a desplegarse desde las bases estadounidenses en el mar de Ross (al sur de Nueva Zelanda) hacia el continente, divididos en tres grupos convergentes.
La Task Force estaba compuesta por 13 barcos, 4700 hombres y numerosas aeronaves. La expedición estaba planeada y equipada para una duración de 6 a 8 meses, se había desestimado la participación de observadores extranjeros y contaba con el concurso de un limitado número de científicos civiles, entre los que destacaba el explorador y geógrafo Paul Siple.
En esta expedición se cartografiaron, entre otras,  las colinas Obruchev, las colinas Bunger y las islas Windmill.

## Unidades participantes

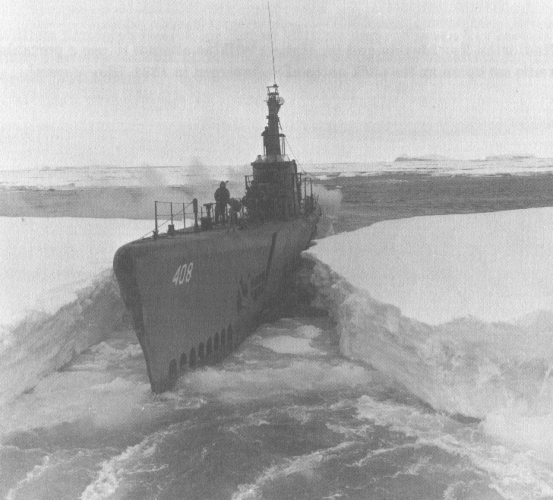
El submarino USS Sennet (SS-408) durante la Operación Highjump

- Grupo Oriental (al mando del capitán George J. Dufek):

- Portahidroaviones USS Pine Island (AV-12)
- Petrolero USS Canisteo (AO-99)
- Destructor USS Brownson (DD-868)

- Grupo Occidental (al mando del capitán Charles A. Bond):

- Portahidroaviones USS Currituck (AV-7)
- Petrolero USS Cacapon (AO-52)
- Destructor USS Henderson (DD-785)

- Grupo Central:

- Buque de comunicaciones USS Mount Olympus (AGC-8)
- Rompehielos USS Burton Island (AG-88)
- Rompehielos USCGC Northwind (WAG-282)
- Buque de suministros USS Yancey (AKA-93), el cual sufrió daños diversos en el casco.
- Buque de suministros USS Merrick (AKA-97), remolcado hasta Nueva Zelanda para ser reparado, dado de baja a su regreso.
- Submarino USS Sennet (SS-408)

El portaaviones USS Philippine Sea (CV-47) también participó aunque no fue asignado a ninguno de los grupos.

## Conspiracionismo

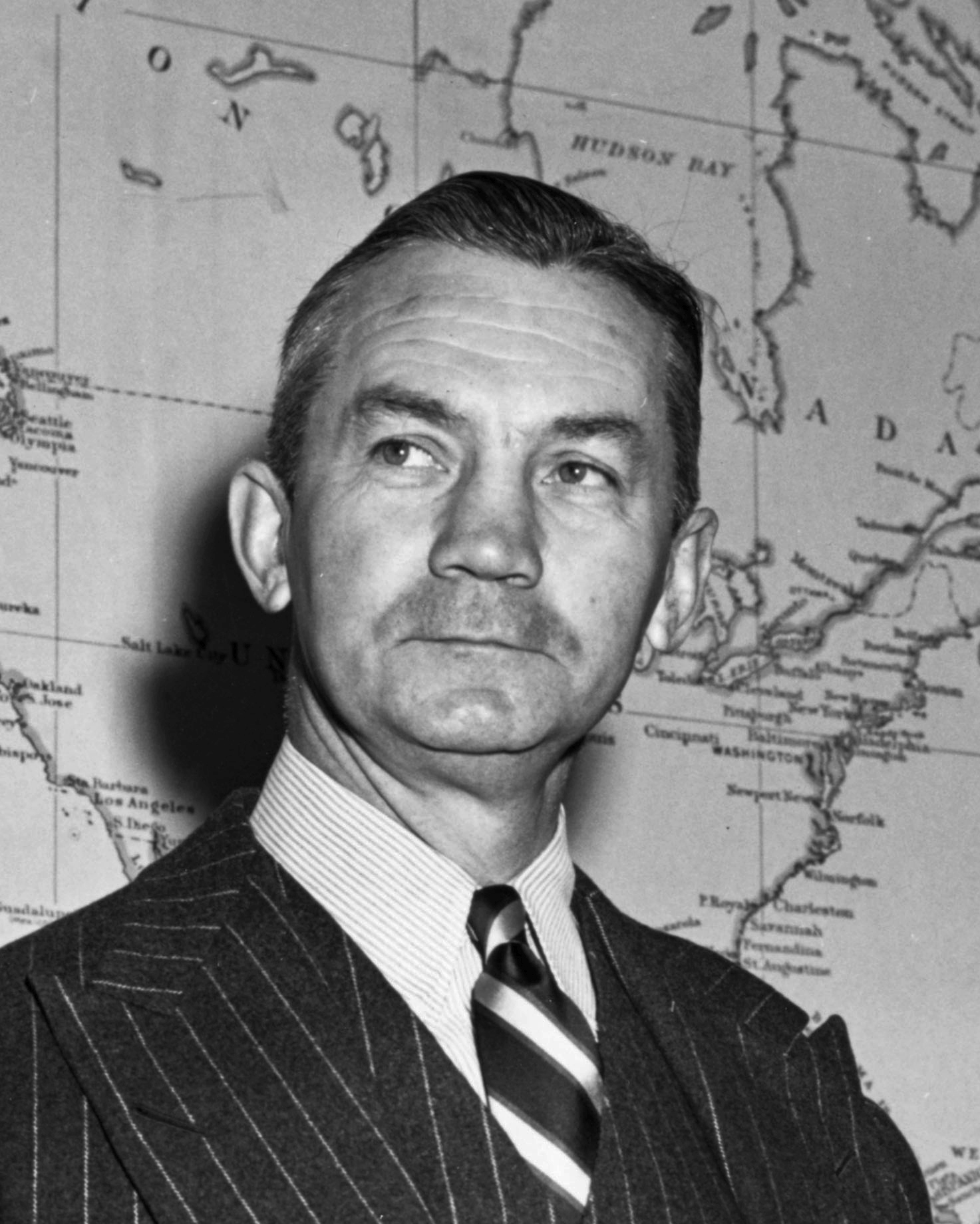
James Vincent Forrestal.

La magnitud del esfuerzo aeronaval y los rumores sobre algunos de los objetivos de la misión, que la relacionaban con la expedición antártica alemana de 1938 y los ovnis nazis, han propiciado el desarrollo de un conjunto de teorías conspirativas de corte ufológico y neonazi. Algunos autores como Ladislao Szabo, Michael X. Barton y Ernst Zündel, presentan la Operación Highjump como la mayor ofensiva militar llevada a cabo por Estados Unidos contra una supuesta base militar del Tercer Reich en la Antártida en 1947. Asimismo, presentan el suicidio del por entonces Secretario de Defensa James Vincent Forrestal como un elemento más de dicha conspiración.